# 사법부의 면책특권
사법부의 면책특권(Judicial immunity)은 판사가 법정에서 처분한 것에 대하여 민사상, 형사상 법적인 면책을 받는 것을 말한다.
판사가 오판을 하여 상급심에서 파기환송하거나 파기자판을 하는 경우, 오판을 한 판사는 피해를 입은 소송 당사자에게 민사상 손해배상책임이 없으며, 오판으로 사형을 이미 집행하여도 살인죄, 과실치사죄 등의 형사책임을 지지 않는다.
왕의 면책특권(crown immunity)은 보통 유명한 법격언(legal maxim)인 렉스 논 포테스트 페카레(rex non potest peccare)로 표현된다. 왕은 잘못을 저지를 수 없다는 의미이다. 왕의 면책특권에 따라, 왕은 무오류이기 때문에, 왕의 대리인인 판사도 무오류라는 법리에 기초한다.

## 같이 보기
- 법적인 면책
- 왕의 면책특권